# Jungle (Kiss-Lied)
Jungle ist ein Lied der US-amerikanischen Hard-Rock-Band Kiss. Es erschien auf dem 1997 veröffentlichten Album Carnival of Souls und erreichte Platz 8 der amerikanischen Charts.

## Entstehung
1992 brachten Kiss das Album Revenge heraus, das hohe Chartpositionen und den Gold-Status errang. Musikalisch galt es unter den Kritikern als eines der gelungensten Kiss-Alben.
Danach wollte die Band musikalisches Neuland betreten und modernere Musik machen. Mit dem Material für das neue Album Carnival of Souls beschäftigte sich die Band im Vorwege etwa anderthalb Jahre lang. Anschließend wurde es von November 1995 bis Februar 1996 aufgenommen. Da zu jener Zeit Grunge musikalisch angesagt war, sollten die Lieder des neuen Albums ebenfalls in diese Richtung gehen und düster und finster klingen.
Den Song Jungle schrieben die Bandmitglieder Paul Stanley und Bruce Kulick sowie der Co-Songschreiber Kurt Cuomo, der erstmals mit Kiss zusammenarbeitete. Kulick hatte bereits das Riff geschrieben, zu dem Cuomo eine begleitende Melodie mit langen, eingängigen Noten hinzufügte. Der Songtext kam von Stanley und Cuomo. Der Techniker Justin Walden programmierte Percussion-Loops und der Produzent Toby Wright fügte TR-808 Drum-Machines, Djembén sowie Tablas hinzu, um einen satten Sound zu generieren. Der Gesang stammt von Stanley, der auch die Rhythmusgitarre spielte. Neben den Leadgitarre- übernahm Kulick auch die Bassparts. Um dabei einen besonderen klanglichen Effekt zu erzielen, spielte er das Instrument durch ein „Mutron Phasor II“-Effektpedal, das in den 1970er Jahren populär war.
Das Gitarrensolo des Liedes ist von Cream inspiriert und seine Melodie stellt eine Art Mischung aus Sunshine of Your Love und I Feel Free dar.
Der Song wurde zusammen mit dem Album wegen der Reunion-Tour der Kiss-Originalbesetzung erst anderthalb Jahre später, im Oktober 1997, veröffentlicht. Er ist die einzige Auskopplung aus dem Album und mit 6:49 Minuten der längste Song auf einem Studioalbum der Band. Für das Radio wurde ein sogenannter Radio-Edit, eine gekürzte Fassung mit einer Länge von 4:53 Minuten, geschaffen.

## Inhalt
Thematisch behandelt das Lied die „dunklen Seiten der menschlichen Psyche“. Die Verfasser beschreiben, dass sich die Großstadt – gemünzt auf New York, aus dem die Bandmitglieder stammten und wo sie damals noch wohnten – in einen Dschungel verwandele, sobald die Sonne untergehe. Es erwache dann eine Bestie, die sich weitere Menschenleben nehme. Menschen ohne Zuflucht, die nichts zu verlieren hätten, stürzten sich in die Nacht.
Der Refrain kommt dreimal in leicht abgewandelter Form vor und ist schwermütig und finster:
Someone’s safe at home

Someone dies alone

Someone’s fallen prey

Some will take their fill

Like lions to the kill

Livin’ day to day

## Chartplatzierung, Auszeichnung und Kritiken
Jungle erreichte 1997 in den USA Platz 8 der Billboard Singles. Ein Musikvideo zur Vermarktung wurde nicht gedreht. In anderen Ländern war der Song in den Charts nicht vertreten. Darüber hinaus gewann das Lied 1997 den Titel „Song of the Year“ beim Metal Edge Reader’s Choice Poll. Laut der Musikzeitschrift Rock Hard schimmerten die „genialen Hooks“, die die Band berühmt gemacht hätten, nur in wenigen Kompositionen des neuen Albums durch. In dem „großartigen Stanley-Track“ Jungle beispielsweise sei dies der Fall.